# Gokusen: The Movie
Gokusen: The Movie (ごくせん THE MOVIE?, Gokusen: The Movie) è un film del 2009 diretto da Toya Sato e basato sulla serie manga Gokusen di Kozueko Morimoto.

## Trama
La giovane ma appassionata insegnante Kumiko, soprannominata Yankumi, sta preparando per gli esami i ragazzi della sua classe, la 3D della "Akado High School". Un giorno però alcuni dei suoi studenti vengono aggrediti da alcuni teppisti di strada, ma l'arrivo provvidenziale di Reita li salva. Il giorno seguente i bulli tornano per assaltare la scuola dei ragazzi. Come al solito il vicepreside Sawatari se la prende con Kumiko.
Nel frattempo giunge nello stesso istituto un nuovo giovanissimo insegnante, il quale non è altri che l'ex-allievo di Kumiko Ryu; dovrà affiancare Kumiko durante le lezioni e nei corsi di ripetizione. Ma sorge presto un altro problema: Ren, un altro dei suoi ex-studenti da poco diplomato, viene coinvolto non si sa bene come in un traffico illegale di sostanze stupefacenti. La polizia sta cercando di catturarlo, ma Kumiko non crede assolutamente nella sua colpevolezza.

## Premi e Nomination
| Anno | Premio                | Categoria         | Risultato       |
| ---- | --------------------- | ----------------- | --------------- |
| 2009 | Readers' Choice Award | Film più popolare | Vincitore/trice |